# Lättbetong
Lättbetong är ett byggnadsmaterial i form av block, balkar eller element. Lättbetong finns i två huvudtyper, lättballastbetong och gasbetong. Men vanligen avses gasbetong då man talar om lättbetong, lättballastbetong benämns vanligen just lättballastbetong.

## Beskrivning
Lättballastbetong är en betong i vilken fyllnadsmaterialet, ballasten, är porös och har avsevärt lägre densitet än de bergartsmaterial som normalt används. Den kan bestå av lecakulor.

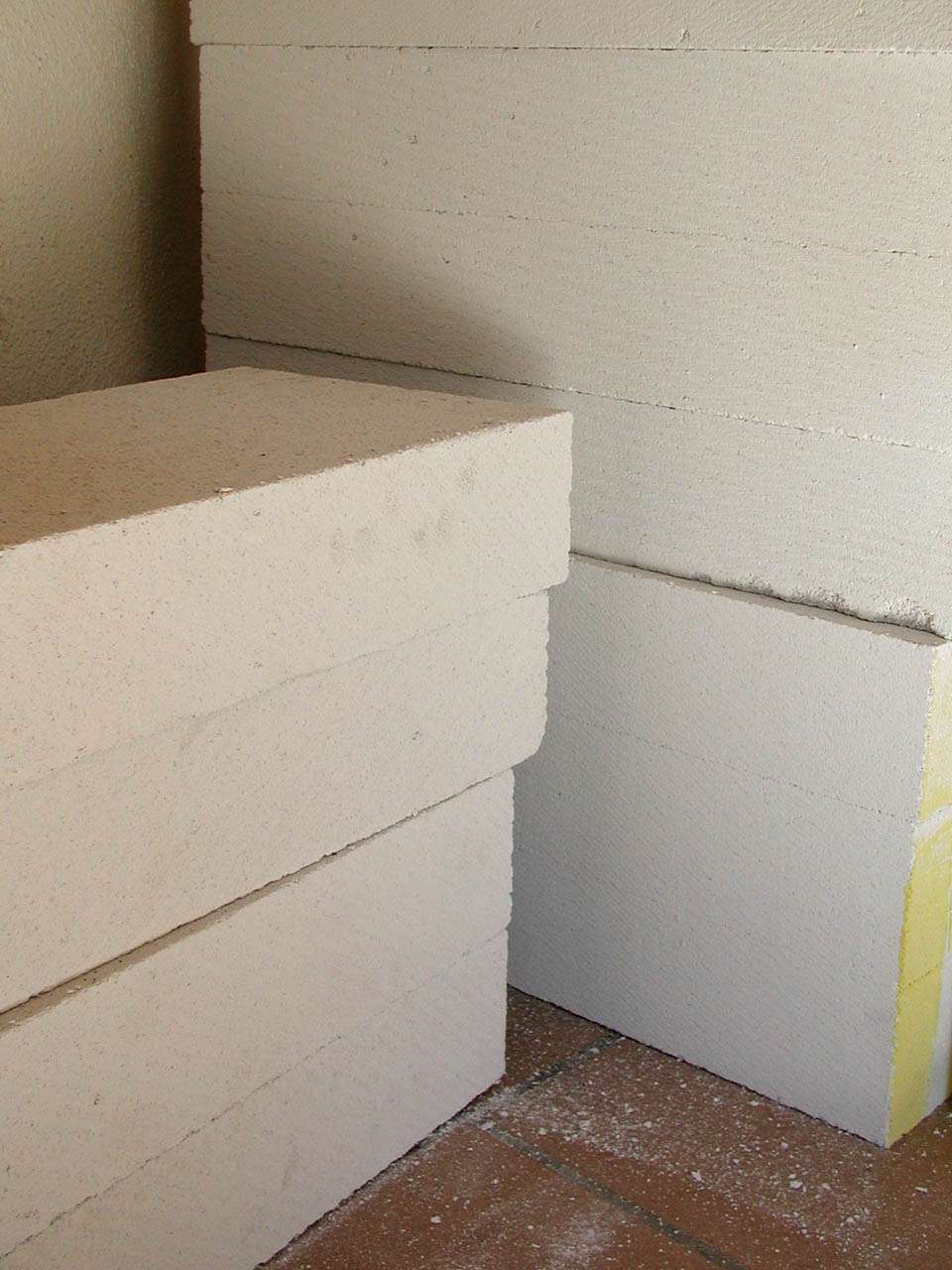
Lättbetong

Gasbetong även kallad autoklaverad lättbetong tillverkas av sand, kalk och cement, med tillsats av aluminiumpulver som under tillverkningen reagerar med vatten och skapar en porös struktur.
Jämfört med vanlig betong har lättbetong lägre vikt, därav namnet, och sämre hållfasthet, men bättre värmeisoleringsegenskaper. Lättbetong kan fås med lambdavärde under 0,12W·m-1·K-1 medan man för betong ofta räknar med 1,7W·m-1·K-1.
Lättbetong finns i olika kvalitetsgrupper benämnda 400, 450, 500 och 600, där siffrorna anger lättbetongens densitet, med olika hållfasthet och styvhet.
Lättbetongelement armeras med släta stänger ofta endast med ändförankring, vilket måste beaktas vid håltagning etc. Dess låga hållfasthet gör att behovet av infästningar och avväxlingar ofta blir stort vid ombyggnader av olika slag.
På grund av sin inte så höga hållfasthet är lättbetong rätt ömtåligt och det kan bli hanteringsskador under montaget.
En känd tillverkare av lättbetong är Yxhult. Lättbetong kallas ofta  Siporex eller Ytong (vad Yxhult kallade sin lättbetong). De största leverantörerna av lättbetong i Sverige är numera Bauroc, H+H Sverige AB och Xella.
Numera marknadsförs ofta lättbetong som sten (byggnadssten); hus murade av lättbetongblock kallas stenhus.

## Historia
Lättbetongen uppfanns i mitten av 1920-talet av teknologie doktor Axel Eriksson och började tillverkas 1929 vid en fabrik i Hällabrottet, som Yxhults Stenhuggeri AB lät uppföra. En djärv satsning av Carl August Carlén som från 1924 var ensam ägare av Yxhultsbolaget, tidigare var det enbart stenhuggeri man ägnat sig åt. Lättbetongen såldes till att börja med under namnet "ånghärdad gasbetong" men fick på 1940-talet namnet Ytong. Denna lättbetong baserades på alunskiffer och var vad som skulle komma att kallas blåbetong. Att använda alunskiffer var fördelaktigt då skiffern är rik på kol och kunde användas som bränsle vid bränning av den kalk som ingår i lättbetong. Kalk och skiffer brändes till så kallad skifferkalk. Skifferkalk användes tillsammans med portlandcement och aluminiumpulver. Den ursprungliga produkten tillverkades med en densitet på 700–1200 kg/m3, värmeledningsförmåga λ 0,20–0,36, tryckhållfasthet 20–50 kg/cm2. Gasbetong tillverkades även vid Vallevikens och Klagshamns cementfabriker.
I början av 1930-talet framställdes av en forskargrupp inom cementindustrin lättbetong med cement och sand som utgångsmaterial. Den största tillverkaren som använde denna metod var Siporex.
Den lättbetong som användes i Sverige tillverkades främst av Yxhult AB och Siporex AB. Mindre tillverkare sålde lättbetongprodukter under andra varumärkesnamn, till exempel Durox.
1951 inleddes ett samarbete med Polen, där lättbetongen blev en stor produkt under många årtionden.
Som material för takkonstruktioner var lättbetong populärt på 70-talet, men ersattes senare i allt högre grad av den högprofilerade TRP-plåten, och numera används knappast lättbetong för tak. Till andra bjälklag används knappast heller lättbetong längre.
Som fasadmaterial till industribyggnader, vilket även det var vanligt på 70-talet, används det nu rätt sparsamt.
Siporex och Yxhult gav ut Lättbetonghandboken, standardverket i Sverige rörande lättbetongkonstruktioner, vilken även finns i pdf-format.
Produktionen av lättbetong i Sverige var som störst i mitten av 1960-talet med en volym på 1,5 miljoner m³, där Yxhult och Siporex hade 50 % var volymmässigt, men Siporex dominerade bland armerade produkter och Yxhult inom oarmerade.

## Radon i lättbetong
Då innehållet av uran gör att lättbetong – av typen blåbetong – avger gasen radon, påtalades 1972 det olämpliga i att använda alunskiffer som byggnadsmaterial av Statens strålskyddsinstitut (SSI). Tillverkningen av alunskifferbaserad lättbetong upphörde 1975, men ända fram till 1980 har det byggts hus av blåbetong.
Tillverkaren Siporex i Dalby, Lunds kommun, framställde sina lättbetongprodukter av finmald sand, cement och kalk, och dess produkter innehåller därmed inget av de material som ger upphov till radon. Efter 1975 tillverkades även Ytong av finmald sandsten, cement och kalk.